# Barokowy ogród przy pałacu Królewskim we Wrocławiu
Barokowy ogród przy Pałacu Królewskim we Wrocławiu – założony w 2008 r. na tyłach budynku Muzeum Miejskiego Wrocławia, dawnego Pałacu Spätgenów, ogród w stylu barokowym (francuskim). Na powierzchni 5 tys. metrów kwadratowych znajduje się założenie ogrodowe o układzie osiowym z 4 regularnymi parterami haftowymi w centralnej części oraz z parterem bylinowym między częścią centralną a ul. Zamkową.

## Parter haftowy
Część centralna ogrodu otoczona jest z 3 stron strzyżonym żywopłotem cisowym. W jego wnękach znajdują się metalowe trejaże z powojnikami, które stanowią tło dla usytuowanych tam stylowych ławek. Pośrodku znajduje się wykonana z piaskowca fontanna ozdobiona rzeźbą dwóch chłopców z delfinem. Rzeźba ta pochodzi najprawdopodobniej z ogrodu hrabiów Maltzanów, otaczającego dom przy ul. Łaciarskiej 2, i jest jedyną pamiątką z barokowych ogrodów Wrocławia. Dookoła fontanny stoją cztery rzeźby przedstawiające alegorie pór roku. Pochodzą one z pałacowego ogrodu w Barszowie, a przez ostatnich czterdzieści lat stały na skwerze przed gmachem głównym Uniwersytetu Wrocławskiego. Symetryczne hafty najładniej wyglądają z okien pałacu. Ich obramowania wykonane są z nisko ciętych bukszpanów, które wypełnione są sezonowymi kwiatami, białym żwirem i darnią. Dwa z czterech zabytkowych obelisków są oryginalnymi pozostałościami po dawnym ogrodzie.

## Parter bylinowy
Na rabatach bylinowych można znaleźć 13 gatunków bylin, które kwitną od wczesnej wiosny do późnej jesieni. Są wśród nich lawendy, piwonie, rudbekie i żurawki. Na trawnikach w tej części znajduje się 12 niższych i 3 wyższe topiaryczne formy stożkowe cisów. Biegnąca przez tę część ogrodu alejka rozszerza się w trzech miejscach tworząc małe placyki, na których znajdują się postumenty, z których dwa zdobią figurki puttów, a trzeci czeka na odrestaurowanie odpowiedniej parkowej rzeźby.

## Historia
W obecnym miejscu zawsze był ogród – najpierw przyklasztorny ojców kapucynów, a po sekularyzacji w 1808 roku, pałacowy. Dzisiejsze założenie jest szczegółową rekonstrukcją według XVIII-wiecznej ryciny śląskiego rysownika Friedricha Wernera. Prace współfinansowane z pieniędzy z Europejskiego Funduszu Rozwoju Regionalnego kosztowała blisko 4 miliony złotych. Projekt stworzyli Małgorzata Lipska, Margareta Jarczewska i Wacław Hryniewicz, a wykonawcą inwestycji była firma ANTI.